# Número de Darcy
En la dinámica de fluidos a través de medios porosos, el número de Darcy ( Da ) representa el efecto relativo de la permeabilidad del medio frente a su área de sección transversal, comúnmente el diámetro al cuadrado. El número lleva el nombre de Henry Darcy y se encuentra al no  dimensionalizar la forma diferencial de la Ley de Darcy. Este número no debe confundirse con el factor de fricción Darcy que se aplica a la caída de presión en una tubería. Se define como:
| Símbolo                       | Nombre                                                            | Unidad |
| ----------------------------- | ----------------------------------------------------------------- | ------ |
| {\displaystyle \mathrm {Da} } | Número de Darcy                                                   |        |
| {\displaystyle K}             | Permeabilidad del medio                                           | m2     |
| {\displaystyle d}             | Longitud característica, por ejemplo, el diámetro de la partícula | m      |

Existen formas alternativas de este número, dependiendo del enfoque por el cual la Ley de Darcy se hace adimensional, y también de la geometría del sistema. El número de Darcy se utiliza comúnmente en la transferencia de calor a través de medios porosos.